# Nigramma rufina
Nigramma rufina là một loài bướm đêm trong họ Noctuidae.